# 5-HT1A受体
5-HT1A受体是血清素受体的一种，可与神经递质血清素（5-HT）结合。它可以在脑、脾和新生儿肾脏中表达。它是一种G蛋白偶联受体（GPCR），可与Gi蛋白偶联，在脑中的激活可介导超极化和突触后神经元放电率降低。人的5-HT1A受体由HTR1A基因编码。